# Giải bóng đá vô địch quốc gia Đức 2015–16
Giải bóng đá vô địch quốc gia Đức 2015–16 (Bundesliga 2015-16) là mùa giải thứ 53 của Giải bóng đá vô địch quốc gia Đức, giải bóng đá hàng đầu của nước Đức. Giải bắt đầu vào ngày 14 tháng 8 năm 2015 và kết thúc vào ngày 14 tháng 5 năm 2016. Bayern Munich là đương kim vô địch, sau khi giành danh hiệu Bundesliga thứ 24 và là chức vô địch nước Đức thứ 25 ở mùa giải trước.
Bayern Munich giành chức vô địch mùa giải 2015-16 ở vòng đấu áp chót vào ngày 7 tháng 5 năm 2016, qua đó trở thành câu lạc bộ đầu tiên trong lịch sử của Bundesliga và Giải vô địch bóng đá Đức giành 4 chức vô địch liên tiếp.

## Bảng xếp hạng
| VT | Đội                      | ST | T  | H  | B  | BT | BB | HS  | Đ  | Giành quyền tham dự hoặc xuống hạng    |
| -- | ------------------------ | -- | -- | -- | -- | -- | -- | --- | -- | -------------------------------------- |
| 1  | Bayern Munich (C)        | 34 | 28 | 4  | 2  | 80 | 17 | +63 | 88 | Lọt vào vòng bảng Champions League     |
| 2  | Borussia Dortmund        | 34 | 24 | 6  | 4  | 82 | 34 | +48 | 78 | Lọt vào vòng bảng Champions League     |
| 3  | Bayer Leverkusen         | 34 | 18 | 6  | 10 | 56 | 40 | +16 | 60 | Lọt vào vòng bảng Champions League     |
| 4  | Borussia Mönchengladbach | 34 | 17 | 4  | 13 | 67 | 50 | +17 | 55 | Lọt vào vòng play-off Champions League |
| 5  | Schalke 04               | 34 | 15 | 7  | 12 | 51 | 49 | +2  | 52 | Lọt vào vòng bảng Europa League        |
| 6  | Mainz 05                 | 34 | 14 | 8  | 12 | 46 | 42 | +4  | 50 | Lọt vào vòng bảng Europa League        |
| 7  | Hertha BSC               | 34 | 14 | 8  | 12 | 42 | 42 | 0   | 50 | Lọt vào vòng loại thứ ba Europa League |
| 8  | VfL Wolfsburg            | 34 | 12 | 9  | 13 | 47 | 49 | −2  | 45 |                                        |
| 9  | 1. FC Köln               | 34 | 10 | 13 | 11 | 38 | 42 | −4  | 43 |                                        |
| 10 | Hamburger SV             | 34 | 11 | 8  | 15 | 40 | 46 | −6  | 41 |                                        |
| 11 | FC Ingolstadt            | 34 | 10 | 10 | 14 | 33 | 42 | −9  | 40 |                                        |
| 12 | FC Augsburg              | 34 | 9  | 11 | 14 | 42 | 52 | −10 | 38 |                                        |
| 13 | Werder Bremen            | 34 | 10 | 8  | 16 | 50 | 65 | −15 | 38 |                                        |
| 14 | Darmstadt 98             | 34 | 9  | 11 | 14 | 38 | 53 | −15 | 38 |                                        |
| 15 | 1899 Hoffenheim          | 34 | 9  | 10 | 15 | 39 | 54 | −15 | 37 |                                        |
| 16 | Eintracht Frankfurt (O)  | 34 | 9  | 9  | 16 | 34 | 52 | −18 | 36 | Lọt vào vòng play-off xuống hạng       |
| 17 | VfB Stuttgart (R)        | 34 | 9  | 6  | 19 | 50 | 75 | −25 | 33 | Xuống hạng đến 2. Bundesliga           |
| 18 | Hannover 96 (R)          | 34 | 7  | 4  | 23 | 31 | 62 | −31 | 25 | Xuống hạng đến 2. Bundesliga           |

1. 1 2  Vì đội vô địch của DFB-Pokal 2015-16, Bayern Munich, lọt vào Champions League dựa trên vị trí bảng xếp hạng, suất dự vòng bảng Europa League được chuyển sang cho đội đứng thứ sáu, Mainz 05; và suất dự vòng loại thứ ba Europa League được chuyển sang cho đội đứng thứ bảy, Hertha BSC.

## Vòng play-off xuống hạng
Đội bóng kết thúc ở vị trí thứ 16 đối đầu với đội bóng đứng thứ ba từ 2. Bundesliga 2015-16 ở play-off hai lượt trận. Đội thắng với tổng tỉ số cao hơn sau cả hai trận giành quyền tham dự vào Bundesliga 2016-17.

### Lượt đi
| Eintracht Frankfurt | 1–1      | 1. FC Nürnberg  |
| ------------------- | -------- | --------------- |
| Gaćinović 65'       | Chi tiết | Russ 42' (l.n.) |

| Eintracht Frankfurt | 1. FC Nürnberg |

| GK               | 1  | Lukáš Hrádecký       |     |     |
| RB               | 22 | Timothy Chandler     |     |     |
| CB               | 19 | David Abraham        |     |     |
| CB               | 4  | Marco Russ (c)       | 56' |     |
| LB               | 6  | Bastian Oczipka      |     |     |
| CM               | 20 | Makoto Hasebe        |     |     |
| CM               | 8  | Szabolcs Huszti      |     |     |
| RW               | 16 | Stefan Aigner        |     | 61' |
| AM               | 14 | Alexander Meier      |     | 70' |
| LW               | 11 | Mijat Gaćinović      |     | 84' |
| CF               | 9  | Haris Seferović      |     |     |
| Dự bị:           |    |                      |     |     |
| GK               | 13 | Heinz Lindner        |     |     |
| DF               | 2  | Yanni Regäsel        |     |     |
| DF               | 5  | Carlos Zambrano      |     |     |
| MF               | 21 | Marc Stendera        |     | 70' |
| MF               | 27 | Aleksandar Ignjovski |     |     |
| MF               | 32 | Änis Ben-Hatira      |     | 61' |
| FW               | 30 | Luc Castaignos       |     | 84' |
| Huấn luyện viên: |    |                      |     |     |
| Niko Kovač       |    |                      |     |     |

| GK               | 1  | Raphael Schäfer   | 57' |     |
| RB               | 2  | Mišo Brečko (c)   |     |     |
| CB               | 33 | Georg Margreitter |     |     |
| CB               | 4  | Dave Bulthuis     |     |     |
| LB               | 6  | László Sepsi      |     |     |
| RM               | 17 | Sebastian Kerk    |     | 74' |
| CM               | 31 | Ondřej Petrák     |     |     |
| CM               | 18 | Hanno Behrens     |     |     |
| LM               | 23 | Tim Leibold       |     | 89' |
| CF               | 24 | Niclas Füllkrug   |     | 85' |
| CF               | 9  | Guido Burgstaller |     |     |
| Dự bị:           |    |                   |     |     |
| GK               | 22 | Patrick Rakovsky  |     |     |
| DF               | 3  | Even Hovland      |     | 85' |
| DF               | 28 | Lukas Mühl        |     |     |
| MF               | 14 | Kevin Möhwald     |     |     |
| MF               | 19 | Rúrik Gíslason    |     | 89' |
| FW               | 7  | Danny Blum        |     | 74' |
| FW               | 36 | Cedric Teuchert   |     |     |
| Huấn luyện viên: |    |                   |     |     |
| René Weiler      |    |                   |     |     |

| Trợ lý trọng tài: Florian Heft (Neuenkirchen) Jan Seidel (Oberkrämer) Trọng tài thứ tư: Bibiana Steinhaus (Hanover) | Luật trận đấu: - 90 phút thi đấu chính thức. - 7 cầu thủ dự bị, trong đó có thể thay 3 cầu thủ. |

### Lượt về
| 1. FC Nürnberg | 0–1      | Eintracht Frankfurt |
| -------------- | -------- | ------------------- |
|                | Chi tiết | Seferović 66'       |

| 1. FC Nürnberg | Eintracht Frankfurt |

| GK               | 1  | Raphael Schäfer   |       |     |
| RB               | 2  | Mišo Brečko (c)   | 72'   |     |
| CB               | 33 | Georg Margreitter |       |     |
| CB               | 4  | Dave Bulthuis     |       |     |
| LB               | 6  | László Sepsi      |       | 84' |
| RM               | 17 | Sebastian Kerk    | 56'   | 74' |
| CM               | 31 | Ondřej Petrák     |       | 74' |
| CM               | 18 | Hanno Behrens     |       |     |
| LM               | 23 | Tim Leibold       |       |     |
| CF               | 9  | Guido Burgstaller | 90+2' |     |
| CF               | 24 | Niclas Füllkrug   |       |     |
| Dự bị:           |    |                   |       |     |
| GK               | 22 | Patrick Rakovsky  |       |     |
| DF               | 3  | Even Hovland      |       | 84' |
| DF               | 28 | Lukas Mühl        |       |     |
| MF               | 14 | Kevin Möhwald     |       |     |
| MF               | 19 | Rúrik Gíslason    |       | 74' |
| FW               | 7  | Danny Blum        |       | 74' |
| FW               | 36 | Cedric Teuchert   |       |     |
| Huấn luyện viên: |    |                   |       |     |
| René Weiler      |    |                   |       |     |

| GK               | 1  | Lukáš Hrádecký       | 90+1' |     |
| RB               | 22 | Timothy Chandler     |       | 69' |
| CB               | 5  | Carlos Zambrano (c)  |       |     |
| CB               | 19 | David Abraham        | 90+4' |     |
| LB               | 6  | Bastian Oczipka      | 24'   |     |
| CM               | 20 | Makoto Hasebe        |       |     |
| CM               | 8  | Szabolcs Huszti      |       |     |
| RW               | 32 | Änis Ben-Hatira      |       | 58' |
| AM               | 21 | Marc Stendera        |       | 11' |
| LW               | 11 | Mijat Gaćinović      |       |     |
| CF               | 9  | Haris Seferović      | 76'   |     |
| Dự bị:           |    |                      |       |     |
| GK               | 13 | Heinz Lindner        |       |     |
| DF               | 2  | Yanni Regäsel        |       |     |
| MF               | 10 | Marco Fabián         | 51'   | 11' |
| MF               | 16 | Stefan Aigner        |       |     |
| MF               | 27 | Aleksandar Ignjovski |       | 69' |
| FW               | 14 | Alexander Meier      |       | 58' |
| FW               | 30 | Luc Castaignos       |       |     |
| Huấn luyện viên: |    |                      |       |     |
| Niko Kovač       |    |                      |       |     |

| Trợ lý trọng tài: Tobias Christ (Münchweiler an der Rodalb) Arne Aarnink (Nordhorn) Trọng tài thứ tư: Bastian Dankert (Rostock) | Luật trận đấu: - 90 phút thi đấu chính thức. - 30 phút hiệp phụ nếu tổng tỉ số và bàn thắng sân khách bằng nhau. - Loạt sút luân lưu nếu không có thêm bàn thắng nào được ghi. - 7 cầu thủ dự bị, trong đó có thể thay 3 cầu thủ. |

Eintracht Frankfurt thắng với tổng tỷ số 2–1.